# André Theuriet
André Theuriet (właśc. Claude Adhémar André Theuriet; ur. 8 października 1833 w Marly-le-Roi, zm. 23 kwietnia 1907 w Bourg-la-Reine) – francuski poeta, powieściopisarz oraz dramaturg. Członek Akademii Francuskiej. Kawaler Orderu Legii Honorowej (1875), w 1895 awansowany do klasy Oficera.

## Życiorys
Claude Adhémar André Theuriet urodził się 8 października 1833 w Bourg-la-Reine. Kształcił się w Bar-le-Duc, a następnie przeniósł się do Paryża, gdzie studiował prawo oraz wstąpił do służby publicznej, osiągając rangę chef de bureau przed przejściem na emeryturę w 1886.
W 1867 opublikował Chemin des bois, tom wierszy, z których wiele ukazało się w Revue des Deux Mondes w 1867, Le bleu et le noir, poèmes de la vie réelle (1874), Nos oiseaux (1886) i inne tomy. Przedstawiał naturalne, proste obrazy wiejskiego i szczególnie leśnego życia, a Théophile Gautier porównywał go do Jacques’a w lesie Arden. Najlepsze z jego powieści to te, które traktują o prowincjonalnym i wiejskim życiu. Wśród nich są m.in.: Le mariage de Gérard (1875), Raymonde (1877), Le fils Maugars (1879), La maison des deux Barbeaux (1879), Sauvageonne (1880), Reine des bois (1890), Villa tranquille (1899) i Le manuscrit du chanoine (1902).
W 1890 otrzymał prix Vitet od Akademii Francuskiej, której został członkiem 10 grudnia 1896, zastępując w niej Alexandre Dumasa (syna). Zmarł 23 kwietnia 1907, a jego następcą w Akademii został Jean Richepin.
Współpracował z różnymi czasopismami politycznymi lub ilustrowanymi, opublikował około czterdziestu tomów powieści, opowiadań oraz napisał sztuki Jean-Marie i La Maison des deux Barbeaux, wystawiane w Théâtre de l’Odéon i Comédie-Française. Był też członkiem Komisji Słownikowej i Komisji ds. Reformy Pisowni.

## Odznaczenia
W 1879 otrzymał Order Legii Honorowej w klasie Kawalera. W 1895 awansowany do klasy Oficera.